# Nemrut (Bitlis)

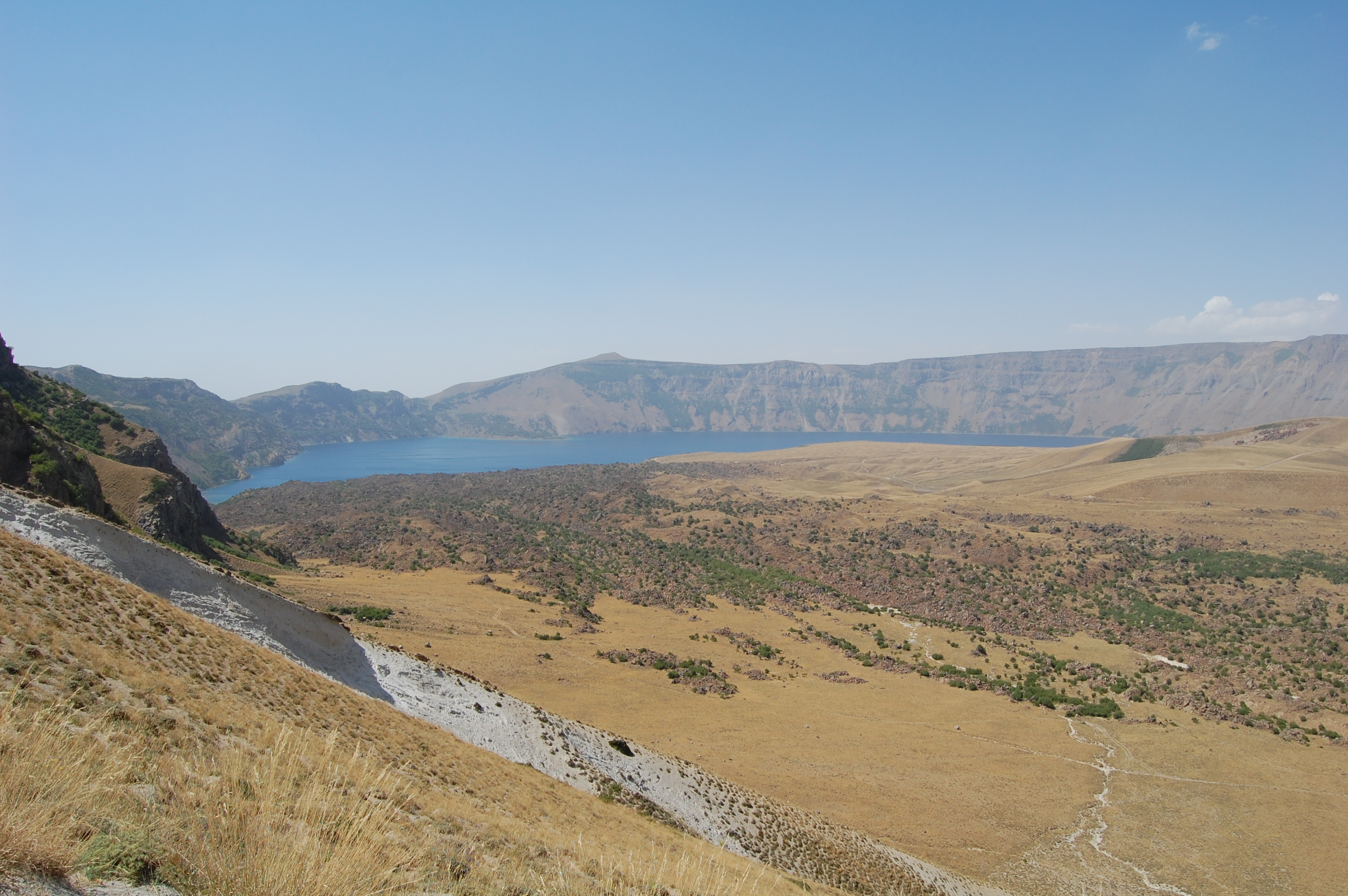
Kaldera na hoře Nemrut

Nemrut (turecky Nemrut Dağı, arménsky Սարակն, Sarakn, kurdsky Çiyayê Nemrud) je dormantní stratovulkán, k jehož poslední aktivitě došlo v roce 1692. Údaje o nadmořské výšce kolísají mezi 2 865 a 3 300 m.
Vrchol Nemrutu byl při erupci odmrštěn tak, že vytvořil mohutnou kotlovitou kalderu o průměru 7 km. Na západní straně je tato kaldera naplněna jedním z největších sopečných jezer na Zemi, které je 155 m hluboké a naplněné studenou vodou. V kráteru jsou další dvě vedlejší jezera. Na severu leží jezero Ilıgöl, které je podle svého jména teplé. Na jeho okrajích se nacházejí vývěry horké vody a páry, v jejichž blízkosti dosahuje teplota vody v jezeře až 80 °C. Jezero Ilıgöl má průměr 500 m a hloubku 7 - 8 m. Druhé jezero se jmenuje Küçükgöl (v překladu: Malé jezero) a leží východně od sopečného jezera.
Název Nemrut je odvozen od biblického krále Nimroda.